# Wohnwagensiedlung

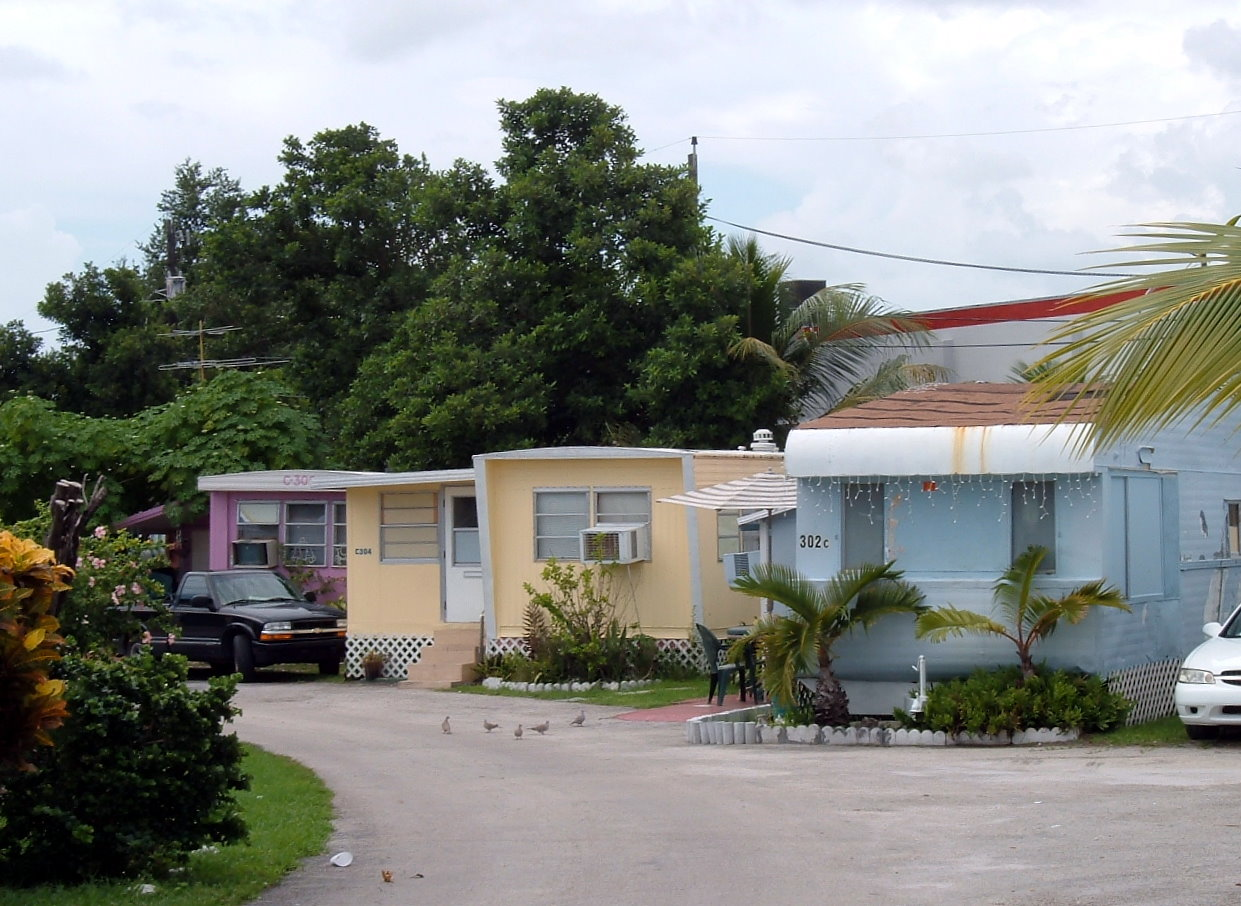
Wohnwagensiedlung Sunnyside Trailer Park in West Miami (Florida)

Eine Wohnwagensiedlung ist eine Wohngegend, in welcher überwiegend Wohnwagen oder Mobilheime dauerhaft aufgestellt sind und bewohnt werden (im Gegensatz zu meist nur zeitweilig genutzten Campingplätzen).
Die ökonomisch begründeten Wohnwagensiedlungen unterscheiden sich von den sozial und politisch motivierten Wagenplätzen sowie vom Dauercamping, wenngleich auch Überschneidungen vorhanden sind.

## USA
Die englische Bezeichnung für Wohnwagensiedlung ist „trailer park“. Nach Angaben der Interessenvertretung National Manufactured Home Owners Association leben in den USA 17 Millionen Menschen in Wohnwagensiedlungen, Schätzungen der Zensusbehörde gehen sogar von über 20 Millionen aus. Sie verteilen sich auf 6,8 Millionen Wohnwagen und Mobilheime, von denen sich 2,9 Millionen, etwa 43 %, auf privatem Grund und Boden befinden. Seit 1976 gelten dort gesetzliche Mindeststandards für Bauweise und Sicherheit mobiler Wohnheime.
Im Englischen wird der Ausdruck Trailer trash (von trailer = Anhänger, trash = Abfall) als abwertende Bezeichnung für die finanziell schwache Bevölkerung des Landes verwendet, da Wohnwagen-Häuser eine preiswerte Möglichkeit darstellen, zu einem Eigenheim zu gelangen. In den USA verursachen Tornados und Hurrikane die schlimmsten Schäden an Wohnwagensiedlungen, da die Gebäude dort nicht im Boden verankert und weniger windbeständig als herkömmliche Häuser sind.
Die Bewohner von Wohnwagensiedlungen kennen sich untereinander meist gut, da sie auf engem Raum zusammenleben. Sie selbst verwenden gewöhnlich, in Anlehnung an das Zelt der nordamerikanischen Ureinwohner (Tipi), die Abkürzung TP für trailer park.
Ein Sonderfall stellen hierbei Trailer Parks in indigenen Reservaten dar; dort gehört meist der Boden der Gemeinschaft und kann nicht einzelnen Mitgliedern zugesprochen werden, was den Hausbau über Hypothekenkredit quasi unmöglich macht, da Banken keine Pfändungen vornehmen können. Bei Trailern jedoch ist dies möglich, wodurch dort fast jeder Wohnungsbau als Trailer ausgeführt wird.

## Andere Länder
Auch in den Niederlanden gibt es eine ähnlich finanziell schwache Bevölkerung, die in sogenannten woonwagenkampen lebt. Das größte lag nahe Maastricht und heißt De Karosseer⊙. Es wurde in ein Gewerbegebiet umgewandelt.
Die Bewohner werden woonwagenbewoners genannt; der Begriff ist in den Niederlanden negativ konnotiert. 
In Neuseeland ist der Stadtteil Favona von Auckland Hauptstandort der Wohnwagensiedlungen des Landes.